# Noel Vásquez
Noel Armando Vásquez Mendoza (19 de octubre de 1976, Capacho Viejo, Táchira) es un ciclista activo profesional de Venezuela. 

## Palmarés
2000
1º Lugar en la Vuelta al Táchira, San Juan de Colón (VEN)
1º Lugar en la Vuelta al Táchira, Tovar (VEN)
1º Lugar en la Clasificación General de la Vuelta al Táchira (VEN)
2001
1º Lugar en la etapa 6 de la Vuelta al Táchira, Mérida (VEN)
1º Lugar en la Clasificación General de la Vuelta al Táchira (VEN)
5º Lugar en la Clasificación General de la Vuelta a Colombia (COL)
2002
1º Lugar en la  etapa 7 de la Vuelta al Táchira, La Grita (VEN)
1º Lugar en la etapa 11 de la Vuelta al Táchira, Chorro del Indio (VEN)
2º Lugar en la Clasificación General de la Vuelta al Táchira (VEN)
2004
2º Lugar en la Vuelta a Guatemala (GUA)
2007
1º Lugar en la etapa 2 del Clásico Pedro Infante, Sanaré (VEN)
1º Lugar en la Clasificación General del Clásico Pedro Infante (VEN)
1º Lugar en los Juegos del Alba, Venezuela
2008
1º Lugar en la etapa 5 de la Vuelta al Táchira, Bailadores (VEN)
1º Lugar en el Campeonato de Venezuela de Ciclismo en Ruta
(VEN)
2010
3° lugar en la Vuelta al Táchira (VEN)
2011
3° lugar en la Vuelta al Táchira (VEN)
1° en la 11.ª etapa de la Vuelta al Táchira, Cerro el Cristo.
3° lugar en la clasificación de montaña Vuelta al Táchira (VEN).